# Leilani Franco
Leilani Franco (9 de abril de 1986) es una contorsionista, cineasta y coréografa británica, radicada en Londres y Berlín. Es conocida por sus apariciones como semifinalista de Britain's Got Talent en 2012, semifinalista de Das Supertalent 2012 en Alemania y bailarina solista de Eurovisión 2011 en Turquía. Tiene el Récord Guinness por recorrer una distancia de 20  m en posición inclinada hacia atrás en un tiempo de 10,05  segundos y el giro de contorsión más rápido en una distancia de 20  m en un tiempo de 17,47  segundos.

## Trayectoria
Franco comenzó su carrera a los seis años. En su juventud, estudió piano, danza, artes marciales y gimnasia hasta los dieciséis años en Manila, Filipinas. Allí ingresó en el Philippine Ballet Theatre. Posteriormente, a partir de 2005, asistió a la École Nationale de Cirque de Montreal en Quebec, Canadá, donde obtuvo el Diploma de Contorsión y Artes Circenses en 2008 y una especialización en danza china con barra.
De 2008 a 2010, trabajó exclusivamente con Cirque Éloize como contorsionista. En 2011, se trasladó a Londres para trabajar como artista independiente en clubes y cabarets como The Box Soho, Cafe de Paris, Supperclub, The Old Vic Tunnels Edinburgh Fringe Festival y en varios espectáculos con el antiguo club Boom Boom (ahora Boom and Bang Circus) en South Bank. En Alemania, en 2013, participó en el espectáculo Little Big World de Sebastiano Toma y trabajó en el espectáculo Dummy en Chameleon Theatre como sustituta.
Trabaja como artista de circo independiente para varias compañías de Londres y Berlín, como NoFit State Circus, Cirque du Soleil, Cirque Eloize, The Box Soho y Little Big World.
Se graduó en cinematografía y nuevos medios por la Universidad de Westminster en 2014. Además, fundó Twisted Arthouse, desde la que produce y protagoniza proyectos cinematográficos. También cursó un máster en Diseño de Escenografía en el Central Saint Martins, de Londres. Ha colaborado en las producciones de ópera de Die Zauberfloete y Carmen para la Academia de Ópera de Berlín.
Actuó en la serie de televisión alemana Luden que se emitió en Prime Video durante 2021 y 2022.

## Premios y momentos destacados de su carrera
- Récords Mundiales Guinness 2013: 3 récords mundiales
- 2013 UK Circus Meximus – finalista
- 2012 Das Supertalent – semifinalista
- 2012 Britain's Got Talent – semifinalista
- Ganador del premio Stoli UK Original's 2012, tema del documental producido por Stoli, dirigido por Martin Smith
- Premio Estrella del Mañana del Festival SolyCirco GOP 2011
- Eurovisión 2011 – bailarina solista de Turquía con el grupo de rock Yüksek Sadakat
- 2010 Cirque du Demain Paris – Premio Coup de Coeur para el dúo Leilani y Sancho, bboy y contorsionista